# Myrsine arborea
Myrsine arborea är en viveväxtart som först beskrevs av Maurice Schmid, och fick sitt nu gällande namn av Ricketson och Pipoly. Myrsine arborea ingår i släktet Myrsine och familjen viveväxter. Inga underarter finns listade i Catalogue of Life.